# 합정동 (서울)
합정동(合井洞)은 서울특별시 마포구의 행정동 및 법정동이다.

## 유래

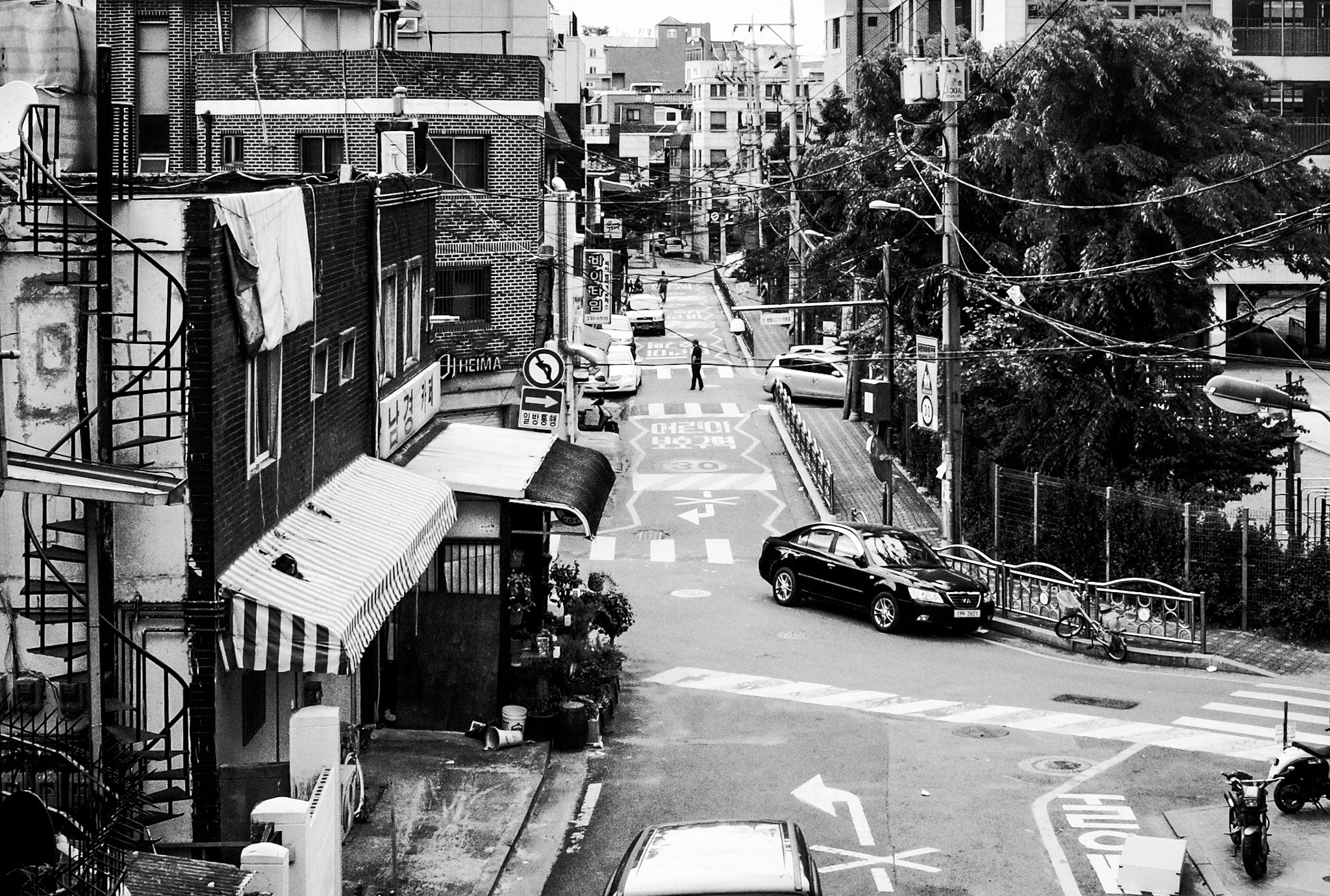
합정동 골목

합정동은 원래 북부 연희방에 속하였던 동리로서 육전조례나 갑오경장 당시의 문서 중에도 모두 ‘합정리계’로 기록되어 있으며 옛날 양화나루 부근의 마을로서 그 일대를 보통 ‘양화도’로 호칭하였다. 이 곳에‘조개우물’로 불리는 우물이 있어 ‘합정동’(蛤井洞)의 이름이 생겼는데 이는 우물 바닥에 한강에서 유입된 조개 껍데기가 많았기 때문에 부여진 이름이다. 뒤에 합정(合井)으로 변하여 전해 오고 있다.
1910년 경술국치늑약에 따라, 결국 한성부가 경성부로 개칭되고, 이듬 해 경성부의 행정구역을 5부 8면으로 개편할 때에는 성외지구 연희면에 속하였다가 1913년 경기도 고양군 연희면 합정리로 되었다. 그 후 1936년 경성부의 행정구역 확장에 따라 다시 서울에 편입되어 합정정으로 되었으나 1944년 서대문구 20개정과 용산구 3개정을 합하여 마포구가 신설됨에 따라 합정동은 마포구에 속하게 되었고, 해방후 1946년 일제식 동명을 고쳐 오늘의 합정동으로 되었다.

## 법정동
- 합정동

## 교육
- 성산초등학교
- 성산중학교

## 문화재
- 양화진 외국인묘지
- 양화나루와 잠두봉 유적(사적 제399호)

## 교통
- 서울 지하철 6호선
  - 합정역
- 서울 지하철 2호선
  - 합정역

## 같이 보기
- 대한민국의 행정 구역